# Selja (Viru-Nigula)
Selja – wieś w Estonii, w prowincji Virumaa Zachodnia, w gminie Viru-Nigula.